# Душейко Петро Григорович
Душе́йко Петро́ Григо́рович (нар. 2 серпня 1951 року, с. Вереміївка, Чорнобаївського району Черкаської області) — український політик, народний депутат України ІІ скликання (1994–1998), заслужений працівник сільського господарства України.

## Біографія
Народився 2 серпня 1951 року в селі Вереміївка, Чорнобаївського району, Черкаської області в родині працівників радгоспу.
Після закінчення середньої школи у 1968 році працював різноробом у колгоспі імені Постишева Чорнобаївського району.
З листопада 1969 по листопад 1971 року проходив дійсну строкову військову службу в лавах Радянської Армії.
Після демобілізації працював робітником будівельної бригади радгоспу «Вереміївський», інженером технічного бюро при архітекторі Чорнобаївського району.
З вересня 1972 року — вчитель математики у Хрестилівській (1972–1973) та Лящівській (1973–1976) середніх школах Чорнобаївського району.
У 1976 році закінчив механіко-математичний факультет Київського державного університету імені Т. Г. Шевченка.
З серпня 1976 по серпень 1985 року — директор Красенівської СШ Чорнобаївського району.
У 1985–1988 роках — звільнений секретар парткому, а з лютого 1988 по липень 1996 року — голова колгоспу «Дніпро» (село Васютинці Чорнобаївського р-ну).
З липня 1998 по лютий 2005 року — голова Чорнобаївської райдержадміністрації.
У лютому 2000 року обраний головою Чорнобаївської районної ради.

## Депутатська діяльність
Обирався депутатом Черкаської обласної ради (1990–1994, 2006–2010).
У 1994 році обраний народним депутатом України по Чорнобаївському виборчому округу № 429. Член Комітету з питань агропромислового комплексу, земельних ресурсів і соціального розвитку села. Член фракції АПУ.
На виборах до Верховної Ради V скликання у 2006 році балотувався від Народного блоку Литвина (№ 115 в списку).

## Нагороди і почесні звання
- Орден «За заслуги» 2-го (11.2001)[5] та 3-го (11.1997)[6] ступенів.
- Заслужений працівник сільського господарства України (11.2003)[7].

## Родина
Одружений. Має трьох синів.